# (7947) Toland
(7947) Toland (1992 BE2) – planetoida z pasa głównego asteroid okrążająca Słońce w ciągu 3,33 lat w średniej odległości 2,23 j.a. Odkryta 30 stycznia 1992 roku.